# La meta
La meta es una historia  de administración escrita por Eliyahu M. Goldratt (1947-2011), quien fue un consultor de negocios cuya teoría de las limitaciones ha servido como modelo para la administración de sistemas y negocios. Fue publicada originalmente en 1984, y desde entonces ha sido revisada y republicada en 1994 y 2004. El libro es usado en cursos universitarios y en el mundo empresarial como caso de estudio en administración de operaciones, con un enfoque hacia la teoría de las limitaciones, los cuellos de botella, y su resolución.

## Resumen
La meta está escrita como literatura de ficción. El personaje principal es Alex Rogo, que administra una planta de producción de UniCo Manufacturing, cuyos productos se manufacturan con atrasos y urgencias. Bill Peach, un ejecutivo de la compañía, le dice a Alex que tiene tres meses para darle la vuelta a la precaria situación de la fábrica antes de su cierre. Su amigo lejano Jonah, que representa al mismo Goldratt, le ayuda a resolver los problemas de su planta a través de una serie de llamadas telefónicas y de reuniones cortas. Alex y el equipo de producción descubren poco a poco los problemas reales de producción y las medidas que se deberían tomar. Las reformas que se llevan a cabo tienen éxito, haciendo que la fábrica se posicione como la mejor de la división en UniCo.
Una segunda trama describe la insostenible vida marital y familiar de Alex, con la amenaza real del divorcio. La relación de Alex con su mujer mejora notablemente tras los cambios en la planta.
La meta es incrementar la utilidad neta, al tiempo que incrementar el rendimiento de la inversión y simultáneamente el flujo de efectivo.

## Cuellos de botella
El libro explica el rol de los cuellos de botella dentro de un proceso de manufactura: su identificación no solo permite eliminarlos, sino que también proporciona la herramienta para controlar y medir el flujo de materiales. Alex y su equipo identifican los cuellos de botella en el proceso, e inmediatamente implementan cambios para aumentar la capacidad.

## Método socrático
En el libro, Jonah le enseña a Alex Rogo los conceptos utilizando el método socrático. Jonah hace preguntas al equipo de producción que hacen que piensen por ellos mismos y discutan soluciones a los problemas de producción.

## Personajes
- Alex Rogo - protagonista, director de planta
- Bill Peach - vicepresidente de división
- Fran - secretaria de Alex Rogo
- Jonah - físico, asesor
- Lou - contable jefe
- Stacey - jefe de inventario de planta
- Julie Rogo - cónyuge de Alex Rogo
- Bob Donovan - jefe de producción
- Ralph Nakamura - jefe de procesamiento de datos
- Dave - hijo de Alex Rogo
- Sharon - hija de Alex Rogo